# Roger McGuinn
James Roger McGuinn, nacido como James Joseph McGuinn III. conocido artísticamente como Roger McGuinn, (previamente era conocido como Jim McGuinn, Chicago, 13 de julio de 1942) es un intérprete, compositor, arreglista, cantautor y sobre todo guitarrista estadounidense. Es conocido sobre todo por haber sido el líder, fundador, cantante y guitarrista principal (principalmente con su famosa guitarra Rickenbacker 370/12 de 12 cuerdas que marcó el sonido característico e inconfundible de muchas de sus históricas grabaciones) de The Byrds. 
Desde 1991 es miembro del Salón de la Fama del Rock and Roll por su trabajo con los Byrds, banda que fundó junto a Gene Clark, David Crosby, Chris Hillman y Michael Clark y en la que fue el cerebro y el motor de sus innovadoras creaciones entre 1964 (año de su fundación) y 1973 (año de su disolución). 
Fue el único miembro original que se mantuvo desde su creación hasta el momento de la disolución, liderando las sucesivas formaciones de la banda más importante en la historia del rock americano y de cuyas fuentes ha bebido lo que se vino a llamar el “nuevo rock americano” y el “Alt-Country” (Tom Petty & The Heartbreakers, REM, Jayhawks, Bangles, Long Ryders, Wilco y otras muchas formaciones).
Su cambio de nombre artístico, de Jim McGuinn a Roger McGuinn se produce en 1966 tras cambiar su segundo nombre, Joseph, por Roger (cuando abraza temporalmente la fe subbud entre 1966 y 1977 y elige ese nombre a sugerencia de su gurú que le indicó que un nombre que comenzase con “R” le haría vibrar mejor con el universo, dándole un listado con nombres con R del que eligió este por sus connotaciones con la aviación, de la que es un gran aficionado, al usarse como “cambio” en las comunicaciones por radio).

## Desde sus comienzos en solitario hasta la actualidad

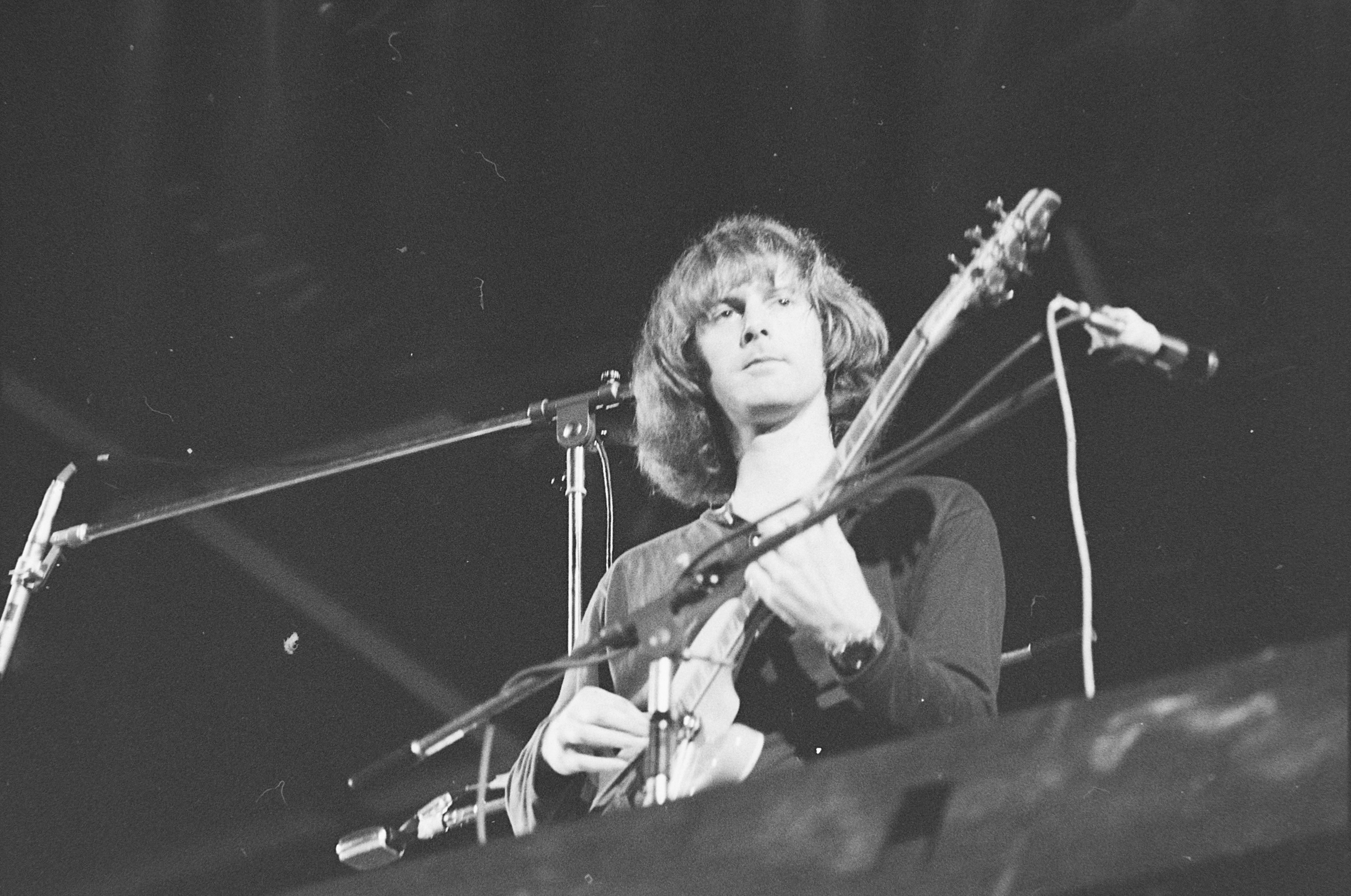
McGuinn en 1970.

Roger McGuinn nació y se crio en Chicago, Illinois. Sus padres, James y Dorothy se dedicaban al periodismo y las relaciones públicas, y durante la infancia de Roger habían escrito un superventas titulado Parents Can't Win. McGuinn dio clases en la Latin School of Chigago. Su interés por la música se despertó tras oír en la radio el “Heartbreak Hotel”, de Elvis Presley, y les pidió a sus padres que le comprasen una guitarra. También recibió en aquella época inicial la influencia de grupos y artistas como Johnny Cash, Carl Perkins, Gene Vincent y The Everly Brothers entre oteros muchos aunque fue el folk lo que marcó fundadamente sus inicios.
En 1957, se matriculó como estudiante en la prestigiosa Old Town School of Folk Music de Chicago, donde aprendió a tocar el banjo de 5 cuerdas y comenzó a cultivar sus habilidades como guitarrista. Tras su graduación, McGuinn actuó en solitario en varios cafés del circuito de música folk, donde fue descubierto y contratado como acompañante de grupos como los Limeliters, el Chad Mitchell Trio, y Judy Collins. También tocó la guitarra e hizo armonías de acompañamiento vocal para Bobby Darine incluso compondría y grabaría canciones con el, grabando incluso un single de música surf llamado Beach Ball bajo el nombre de “The City Surfers”(poco después, decidiría su traslado a la Costa Oeste, terminando en Los Ángeles, donde conocería a los futuros miembros de los Byrds). Era ya, a pesar de su edad, un reputado instrumentista y arreglista. 
En 1963, aún trabajaba como músico de estudio en Nueva York en el famoso Brill Building, creando arreglos y canciones y grabando, entre otros, varios discos con Judy Collins y con el dúo formado por Paul Simon y Art Garfunkel cuando aún eran conocidos como Tom & Jerry. En aquella época comenzó a escuchar fascinado la música de los Beatles, y tras imitarlos se preguntó como afectaría el ritmo o beat de la Beatlemania a la música folk.Es entonces cuando decidió dar el salto de Nueva York a la costa oeste, asentándose en la incipiente escena californiana de esa época y siendo uno de los primeros y más ilustres inquilinos de Laurel Canyon. Cuando Doug Weston le dio a McGuinn trabajo en The Troubadour bajo el cartel de “Beatles Impressions” en Los Ángeles, McGuinn ya estaba muy familiarizado con las canciones de los Beatles, y consecuentemente se había fijado en él otro inquieto fan del grupo de Liverpool, Gene Clark, con quien se unió para formar los Byrds en julio de 1964, añadiendo a David Crosby, Chris Hillman y Michael Clarke. En 1964, con tan solo 22 años, su bagaje musical era ya enorme y su experiencia había sido ya muy importante, aunque lo mejor estaba por llegar.
Desde 1964 a 1973 fue el indiscutible líder de The Byrds y el único miembro original que se mantuvo en todas las formaciones que la banda tuvo hasta su desaparición en 1973 tras volver a grabar un disco los 5 miembros originales.
En 1968, en solitario, participa con su composición “Ballad Of Easy Rider” cerrando la película “Easy Rider”,film de su gran amigo “Peter Fonda” en el que los Byrds también aparecen con su versión de “Wasn’t Born To Follow” de Gerry Goffin y Carol King. La canción es la única de la banda sonora específicamente creada para la película, de bajo presupuesto y precursora en usar canciones ya existentes en su banda sonora, algo inusual en la época (Fonda proyectó en privado para Dylan la película recién montada, para que hiciese una canción para usarla como cierre, este escribió el primer verso de la canción en una servilleta y se la devolvió diciéndole “dáselo a McGuinn, él sabrá qué hacer con ello”, McGuinn completó la letra y le puso la música). También grabaría para esa banda sonora un tema de Dylan (It’s all right Ma, I’m only bleeding). El tema central de la película, antes mencionado (aparece durante los títulos de crédito finales) aparecería también ese año en una versión más arreglada e instrumentada en el disco homónimo de los Byrds.
En 1973, tras la disolución de la banda, comenzó una carrera en solitario muy aclamada por la crítica pero con moderado éxito comercial en su primera tanda de 5 discos desde 1973 hasta 1977.
En 1973, durante un fin de semana en su casa (entonces aún en California) junto a Bob Dylan, graban juntos los temas que luego conformarían la maravillosa banda sonora de la película “Pat Garret y Billy the Kid”, entre los que se encuentra “Knocking On Heavens Door”, tema en el que McGuinn toca su Rickenbacker y que grabaría también en su disco de 1975 “McGuinn & Band” e interpreta en directo habitualmente. Con Bob Dylan participaría activamente también en 1975 formando parte estable de su famosa “Rolling Thunder Revue” bajo el seudónimo de Jolly Roger (posteriormente, en 1987 volvería a hacer un gran gira con Bob Dylan, en este caso fundamentalmente por Europa y junto a su amigo Tom Petty y sus Heartbreakers). 
Estos últimos años setenta fueron bastante oscuros, tanto en lo artístico como en lo personal, debido a los efectos de las adicciones adquiridas en los 60 y que superaría definitivamente con ayuda de su último matrimonio (con Camilla, con la que sigue casado en la actualidad) y un vuelco en la fe cristiana en 1978.
A finales de esta década de los 70 grabó tres discos con sus excompañeros de los Byrds, dos con Gene Clark y Chris Hillman (“McGuinn, Clark & Hillman” y el soberbio “City”) y uno solamente junto a Chris Hillman en 1980. El moderado éxito comercial y los diferentes proyectos de cada miembro hizo que la aventura no se prolongase más.
Durante los años 80 no publicó grabaciones pero mantuvo una intensa actividad actuando en solitario (él y sus guitarras de 12 cuerdas, la eléctrica Rickenbacker 370/12 y la acústica) en escenarios, conciertos y festivales por todo el mundo y manteniendo su posición de enorme influencia y ascendencia sobre el mundo del rock y el folk, principalmente americano, que durante esos años fue naciendo y desarrollándose. 
En 1991 retornó a la grabación en estudio con el soberbio “Back from Rio” (Arista Records), considerado uno de los mejores discos de rock de los años 90 y en el que recuperaba el sonido mágico de los Byrds con su guitarra Rickenbacker de 12 cuerdas acompañado y arropado de estrellas y amigos como Tom Petty (el sencillo “King of the Hill”, compuesta por ambos en Estocolmo durante la gira europea de Bob Dylan de 1987 “Temples in Flames” en la que ambos participaban y que interpretan a duo fue un notable éxito comercial), Elvis Costello, sus excompañeros de los Byrds Chris Hillman y David Crosby, el batería de los Heartbreakers Stan Lynch o el soberbio guitarrista John Jorgenson (por aquel entonces compañero de Hillman en la Desert Rose Band). Ese mismo año se publica la primera caja antológica de The Byrds y McGuinn, junto a Hillman y Crosby graban tres nuevos temas que quedarían incluidos en uno de los discos, uno de los cuales, “Love Never Dies” está compuesto junto a Stan Lynch y es un descarte que debía de haber sido incluido en su disco en solitario.
Ese mismo año, en el que McGuinn está muy activo, entre otras cosas reseñables aparece en Sevilla en los memorables conciertos “Leyendas de la Guitarra” celebrados en el marco de la inminente Expo92 y es una de las principales figuras que acompaña a Bob Dylan en su gran concierto de Estrellas, homenaje a sus primeros 30 años de grabaciones, en el Madison Square Garden de Nueva York.
Durante esos años 90 comienza a publicar cada mes en su web una canción tradicional de Folk grabada en su casa o en ruta, para descarga gratuita, en el marco de su proyecto “Folk Den”, que dura hasta la actualidad y cuyo objetivo es preservar canciones tradicionales y preservar el proceso de transmisión y creación de la música tradicional y popular siguiendo el legado, por ejemplo, de lo que hacía su amigo Pete Seeger. El trabajo, que ha dado lugar a varios discos le ha reportado un premio Grammy.
Su actividad, desde entonces, es fundamentalmente de conciertos en solitario (solo él con sus guitarras y su banjo) por todo el mundo, acompañado por su esposa Camilla, que ejerce de manager y colabora en alguna composición. También es un habitual en programas y documentales sobre la música y la cultura de los 60 y el nacimiento de la música de la costa oeste en Laurel Canyon (uno de los últimos, el multipremiado “Echo in the Canyon”, en el que Jacob Dylan hace de hilo conductor) y en colaboraciones puntuales en discos de otros artistas. Sus conciertos son un espectáculo en el que alterna las diferentes canciones con historias alrededor de las mismas y la escena musical de la que fue un pionero (el doble disco “Stories, Songs & Friends”, publicado en 2013, es una muestra de este formato).
En 1997 publicó un primer disco en directo “Live from Mars” en el que, como bonus, aparecen dos temas nuevos grabados con la colaboración de Gary Louris y Marc Perlman, de The Jayhawks (unos de sus notables ilustres “hijos” musicales) y en 2004, su actuación como cabeza de cartel del Azkena Rock Festival en Vitoria quedaría grabada para la radio y se publicaría en su propio sello un par de años más tarde como “Live from Spain”. Como antes se ha mencionado, en 2013 publica otro más, el doble “Stories, Songs & Friends”, que recoge un concierto dedicado a su madre, Dorothy McGuinn, en su 100 cumpleaños y que además incluye también un DVD en el que grandes admiradores y amigos como Tom Petty, Bruce Springsteen o Joan Baez hablan sobre su música y cómo les influenció.
En 2018, para conmemorar el 50 aniversario del disco seminal de The Byrds “Sweetheart Of The Rodeo” (considerado el primer disco de country rock) se junta de nuevo con su amigo Chris Hillman (para ayudarlo, porque Hillman acababa de ver cómo su casa en Los Ángeles se quemaba en un incendio y había sufrido la muerte de Tom Petty, gran amigo personal de McGuinn, justo tras acabar este de producirle su último disco en solitario) acompañado de otro buen amigo, Marty Stuart con su banda “The Fabulous Superlatives”, para hacer una antológica gira por USA en conciertos que incluían el disco completo además de los grandes éxitos de The Byrds. Lamentablemente no se grabó un disco o un DVD con esas magníficas actuaciones y solo queda registro en vídeos grabados por aficionados publicados en las plataformas de vídeo.
En la actualidad, su actividad se centra en las publicaciones mensuales para su Folk Den y en conciertos en solitario, publicando ocasionalmente discos grabados en su casa bajo su propio sello.
Su aportación como guitarrista, especialmente con la guitarra de 12 cuerdas, con la que es un consumado especialista (también ha diseñado con la casa Martin una guitarra de 7 cuerdas, que con la tercera cuerda doble, pretende combinar virtudes de las guitarras de 6 y de 12 pero con mayor facilidad de manejo que las de 12) es indiscutible y es uno de los guitarristas más influyentes con su peculiar y personal estilo derivado de la técnica del banjo, con el que comenzó a tocar en sus inicios. Un gran referente con un estilo muy personal e inconfundible que ha sido imitado por muchos de sus discípulos musicales. 
Su reverenciada posición como una gran leyenda musical en su país se va acrecentando con el paso de los años, siendo ampliamente reivindicado también por las generaciones más jóvenes.
Su sonido, marca de la casa, con la guitarra Rickenbacker 370/12 (en 1988, la casa Rickenbacker, que le debe gran parte de su fama, creó una edición limitada con su firma, que lleva incorporado un pequeño compresor de sonido para conseguir ese sonido tan característico que The Byrds tenían en estudio, la Rickenbacker 370/12 RM, de la que se fabricaron solo 1000 unidades y que es una codiciada pieza de coleccionista para los aficionados, es uno de los más reconocibles en la música y su aportación como músico de estudio para aportar ese sonido ha sido muy habitual (por ejemplo para Willie Nile, Elvis Costello, Tom Petty, Aimee Man, The Kennedys, Crowded House, Wilco y otros muchos). También llevan su firma y nombre guitarras edición limitada de la cada Martin ( una de 12 cuerdas en 1998, además de la de 7 cuerdas antes mencionada en 2007, HD7RM Roger McGuinn) y una Epihone Byrdland Byrds Roger McGuinn, editada en 2003 para conmemorar su uso en alguno de los discos de The Byrds (en las raras ocasiones en las que no tocaba su Rickenbacker).
Desde finales de los años 70 se alejó de California (él fue uno de los pioneros de Laurel Canyon) para asentarse en Florida, en Orlando, donde reside desde entonces. Persona profundamente espiritual y mística, tras su paso por la fe subbud retornó en 1978 junto a su esposa Camilla a la fé cristiana, la cual ambos ejercen como firmes creyentes, al igual que su compañero de los Byrds Chris Hillman.
Su hijo Patrick es un premiado cineasta de prestigio y su hijo Henry ha grabado algunos discos. Es un coleccionista de radios antiguas (de transistores) y un gran aficionado a la tecnólogia (fue de los primeros músicos en usar un Moog en los 60, siempre rodeado de gadgets y artilugios y también fue un precursor en realizar grabaciones caseras ambiciosas con su ordenador, lo que provocó que el cofundador de Apple Steve Wozniak, gran admirador suyo, se interesase por ello y le ayudase con un equipo y consejos tecnológicos).

## Discografía

### Álbumes
- Roger McGuinn (1973) (Columbia)
- Peace on You (1974) (Columbia)
- Roger McGuinn & Band (1975) (Columbia)
- Cardiff Rose (1976) (Columbia)
- Thunderbyrd (1977) (Columbia)
- McGuinn, Clark & Hillman (1978) (con Gene Clark y Chris Hillman) (Capitol)
- City (1980) (con Chris Hillman, incluyendo a Gene Clark) (Capitol)
- McGuinn - Hillman (1981) (con Chris Hillman) (Capitol)
- Back from Rio (1990) (Arista)
- Born to Rock and Roll (1991)
- Live from Mars (1996)
- McGuinn's Folk Den (4 discos) (2000)
- Treasures from the Folk Den (2001)
- Limited Edition (2004)
- The Folk Den Project (2005)
- Live from Spain (2007)
- 22 Timeless Tracks from the Folk Den Project (2008)
- CCD (2011)
- Stories, Songs & Friends (2013)
- Sweet Memories (2018)
- Merry Christmas (2020)